# Kettő meg kettő öt
A „kettő meg kettő öt” (vagy „2 + 2 = 5”) kifejezés egy szűkszavú és élénk bemutatása a nem logikus kijelentéseknek, főleg az olyanoknak, melyek egy ideológia meghatározásához valók. Gyakori használata George Orwell 1984 című regényéből származik (harmadik rész, második fejezet), ahol az igaz matematikai állítással van szembeállítva: „kettő meg kettő négy.” A mű főhőse, Winston Smith használja az állítást arra, hogy eldöntse annak a lehetőségét, hogy az állam ki tudja-e jelenteni tényként, hogy „kettő meg kettő öt”. Azon gondolkodik, hogy ha mindenki elhiszi, akkor igazzá válik-e. A szabadság fogalmát így magyarázza a regényben: „A szabadság az, ha szabadságunkban áll kimondani, hogy kettő meg kettő négy. Ha ezt megtehetjük, minden egyéb magától következik.” (első rész, hetedik fejezet)
Orwell nem az 1984 című regényében fogalmazza meg először a gondolatot. A BBC Indiába sugárzó propagandarészlegénél töltött ideje alatt alkalma volt megismerni és figyelemmel követni a náci propaganda módszereit. Looking Back on the Spanish War című esszéjében már 1943-ban (más források szerint 1942-ben), tehát mintegy 5 évvel az 1984 című regénye előtt így ír:
„A náci elmélet […] kifejezetten tagadja, hogy létezne olyan, hogy »igazság«. […] Ennek a fajta gondolkodásnak egy olyan rémisztő világ megteremtése a célja, melyben a Vezér, vagy egy uralkodó klikk nemcsak a jövőt de a múltat is az ellenőrzése alatt tartja. Ha a vezér azt állítja, hogy ez és ez az esemény »soha nem történt meg« – nos, akkor soha nem történt meg. Ha azt mondja kettő meg kettő az öt – akkor kettő meg kettő az öt. Egy ilyen jövő lehetősége rémisztőbb számomra a bombáknál is […]”

## Utalások
A 2 + 2 = 5 egy zeneszám címe is a Radiohead együttes hatodik albumán, a Hail to the Thiefen.

## Külső hivatkozások
- Two Plus Two Equals Red Archiválva 2013. január 5-i dátummal az Archive.is-en, Time Magazine, Monday, 30 Jun 1947